# Benedictus XII
Benedictus XII, född Jacques Fournier 1285 i Saverdun, Toulouse, död 25 april 1342 i Avignon, var påve från den 20 december 1334 till sin död, den 25 april 1342.

## Biografi
Inget är känt om Jacques Fourniers ursprung eller hans liv innan han som ung inträdde i cisterciensorden. Först var han i klostret i Boulbonne, och sedan flyttade han till Fontfroide, vars abbot var hans utomäktenskaplige farbror. Han studerade senare teologi vid universitetet i Paris, där han doktorerade. År 1317 blev han biskop av Pamiers och kom att bekämpa katarerna. Nio år senare, år 1326, installerades han som biskop av Mirepoix. År 1327 utnämndes Fournier av påve Johannes XXII till kardinalpräst med Santa Prisca som titelkyrka.
Efter Johannes XXII:s död 1334 samlades konklaven för att utse ny påve. Kardinal Comminges verkade vara den givne efterträdaren, men då denne vägrade lova att stanna i Avignon och istället ville flytta tillbaka till Rom, förlorade han sitt stöd. Kardinal Fournier blev därmed oförmodat vald till påve, oförmodat fastän han var en av få i kardinalkollegiet som verkligen var meriterad för uppgiften, och fastän hans ursprung var höljt i dunkel och han saknade egen förmögenhet. Han valdes med två tredjedelar av rösterna och den 8 januari 1335 uppsteg han på påvetronen.
Han inledde sitt pontifikat med åtskilliga reformåtgärder både med avseende på ämbetskumulationen och i avseende på klosterväsendet, liksom han ständigt stod oberörd av den i övrigt vid kurian florerande nepotismen. Enligt Ægidius av Viterbo skall Benedictus ha yttrat: "En påve skall vara som Melkisedek: utan far, utan mor, utan härstamning". 
I politiken ansågs han vid sitt trontillträde mindre väl bevandrad. Han sökte framförallt återföra friden inom kyrkan, såväl på det dogmatiska området som i förhållandet till staten, ingrep utjämnande i striderna på Iberiska halvön och uppträdde försonligt även mot Ludvig av Bayern fastän alla förlikningsförsök strandade på grund av franska hovets intriger. Från detta skede av striden mellan kurian och Ludvig härrör kurföreningen i Rense 1338.
I likhet med den konkurrent han slagit ut, kardinal Comminges, var Benedictus besluten att återföra påvedömet till Rom, och han gav därför order från Avignon att restaurera Peterskyrkan och Lateranen. I Rom tycktes utsikterna goda att återinföra påvedömet, men kardinalkollegiet ansåg att det var omöjligt att leva och verka i ett Italien som var härskat och söndrat av partistrider. Benedictus beslutade att uppföra påvepalatset i Avignon 1339.
Benedictus var mycket intresserad av teologi, varför han 1335 lät utlysa fyra månaders studier i patristik. Arbetet lades fram 29 januari 1336 i bullan Benedictus Deus där Gudsupplevelsen som heliga personer har definieras. Han bekämpade energiskt vissa läror som uppstod bland några franciskaner (Fraticelli, Marsilius av Padua, Wilhelm av Ockham, Mikael av Cesena), bland annat ställde han sig bakom Johannes XII:s ståndpunkt i armodsstriden. För att få bukt med illojalitet på Irland försökte han förmå Edvard III av England att anbeställa en inkvisitation där. Han försökte verka för återförening med östkyrkan, och sände kyrkan i Armenien bistånd sedan de invaderats av muslimerna.
Benedictus har genom en satir av Petrarca och bland icke-katoliker ibland förts till de mer kritiserade påvarna, medan han i andra läger intar en hedersplats.

## Bilder
| - Santa Prisca var Fourniers titelkyrka som kardinal. - Påvarna Johannes XXII, Benediktus XII och Clemens VI. Utsnitt ur handskriften Papst-Kaiser-Rotulus från år 1431. - Benedictus XII:s grav i katedralen Notre-Dame des Doms i Avignon. |